# Летюча жаба (значення)

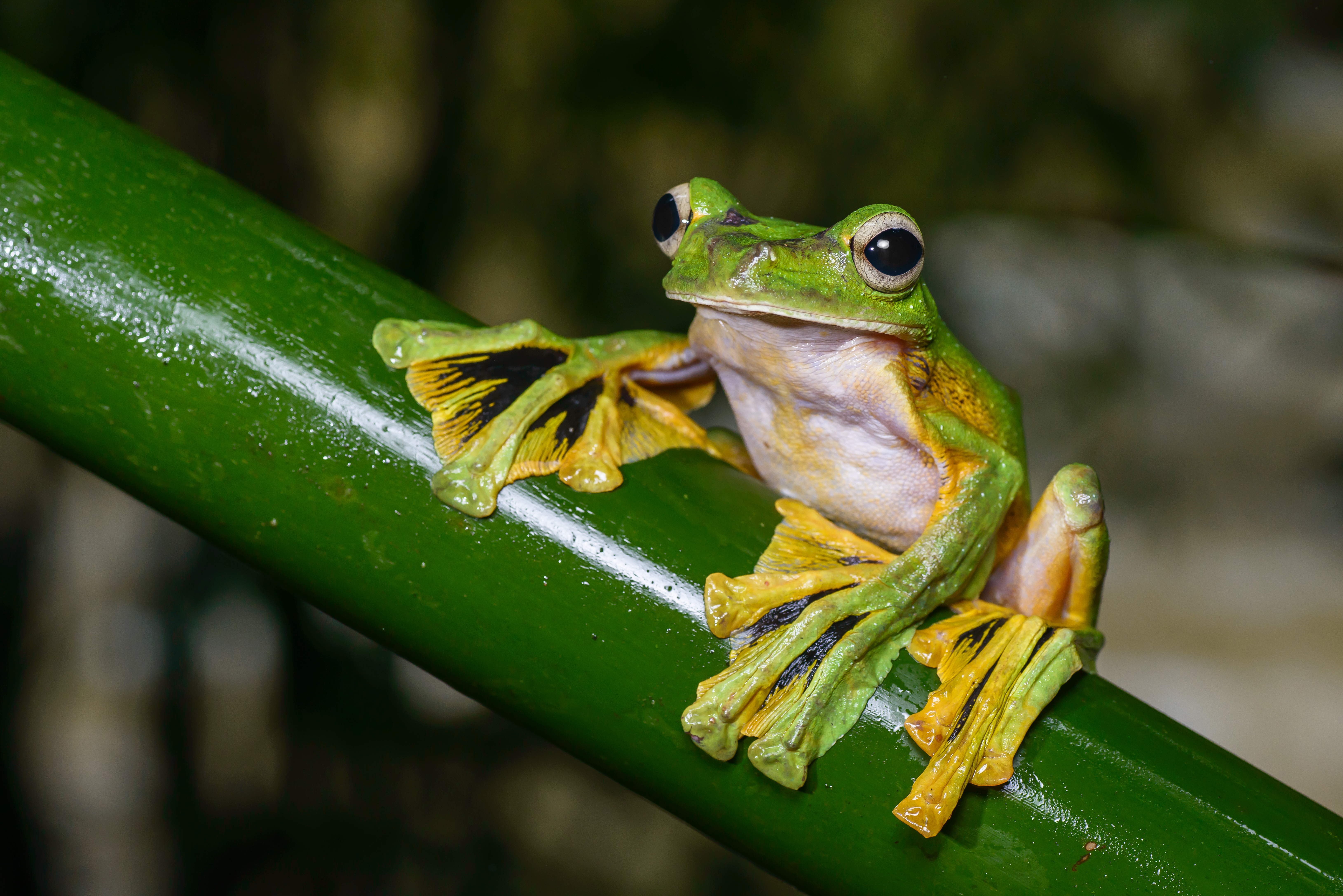
Летюча жаба Воллеса (Rhacophorus nigropalmatus)

Летюча жаба (також звана плануючою жабою) — це жаба, яка має здатність здійснювати планерний політ. Тобто вона може опускатися під кутом менше ніж 45° відносно горизонталі. Інші (нелітаючі) деревні жаби також можуть опускатися, але лише під кутом понад 45°.
Планерний політ кілька разів розвивався незалежно серед жаб обох: Нового світу (Райкові) та Старого Світу (Rhacophoridae). Ця паралельна еволюція розглядається як адаптація до їхнього життя на деревах високо над землею. Характеристики видів Старого Світу включають «збільшені руки та ноги, повну перетинку між усіма пальцями рук і ніг, бічні шкірні клапті на руках і ногах і зменшену вагу на довжину морди». Ці морфологічні зміни сприяють аеродинамічним здібностям літаючих жаб.
Альфред Рассел Воллес зробив одне з перших повідомлень про літаючу жабу. Вид, який він спостерігав, пізніше був описаний Джорджем Альбертом Буленджером як Rhacophorus nigropalmatus.
Літаючі жаби включають представників цих родів :
- Яскравоока райка (Phyllomedusidae)
- Ecnomiohyla (Hylidae)
- Веслоногі (Rhacophoridae)
- Zhangixalus (Rhacophoridae)

Існує 380 видів літаючих жаб.